# Sepia mira
Sepia mira är en bläckfiskart som först beskrevs av Cotton 1932.  Sepia mira ingår i släktet Sepia och familjen Sepiidae. IUCN kategoriserar arten globalt som livskraftig. Inga underarter finns listade i Catalogue of Life.